# 孫昂 (弘治進士)
孫昂（1467年—？），字廷舉，陝西西安府高陵縣人，軍籍，明朝政治人物。

## 生平
陝西鄉試第五十四名舉人。弘治十五年（1502年）中式壬戌科會試第一百□名，三甲第一百九十七名進士。

## 家族
曾祖孫六；祖父孫亮；父孫祿，巡檢。母高氏；繼母□氏。具庆下。兄孙晟。